# Can Nolis
Can Nolis és una masia de Tiana (Maresme) protegida com a bé cultural d'interès local.

## Descripció
És un edifici civil, una masia de planta baixa, dos pisos i una teulada de dos vessants amb el carener perpendicular a la façana. Flanquejant el cos central de l'edifici hi ha uns importants annexes pel que fa al volum general de la construcció: porxos amb arcades situats a les parts laterals superiors. Cal destacar també que el pis més alt, les golfes, data de la darrera reforma.
El portal d'entrada té els brancals i la llinda treballats amb carreus de pedra. A l'interior es conserva una cuina original, tota enrajolada.

## Història
La reforma de l'edifici, que originàriament podria datar del segle xviii fou realitzada l'any 1900. Abans que s'instal·lés la família Noli era coneguda amb el nom de Can Monràs.